# 5562 Sumi
5562 Sumi eller 1991 VS är en asteroid i huvudbältet som upptäcktes den 4 november 1991 av de båda japanska astronomerna Seiji Ueda och Hiroshi Kaneda i Kushiro. Den är uppkallad efter Sumi Kaneda.
Asteroiden har en diameter på ungefär 4 kilometer.